# Xelo (petroliera)
La Xelo è stata una petroliera per bunker oil (olio combustibile per uso navale) battente bandiera della Guinea Equatoriale, che naufragò il 16 aprile 2022 al largo delle coste tunisine.

## Storia precedente
La petroliera Xelo ha attraversato una lunga e complessa serie di cambiamenti di nome, proprietà e bandiera, riflettendo le trasformazioni del mercato marittimo internazionale dalla fine degli anni settanta fino ai primi anni del XXI secolo. Varata nei Paesi Bassi il 30 aprile 1977 con il nome originario di Union Pearl, la nave fu costruita dal cantiere navale Scheepswerf Grave, specializzato nella realizzazione di unità di piccole e medie dimensioni destinate al trasporto marittimo regionale.
Inizialmente registrata a Singapore e operante sotto proprietà europea, la Union Pearl fu concepita come nave cisterna di piccola stazza, adatta al trasporto costiero di prodotti petroliferi, in particolare per operazioni di bunkeraggio (il rifornimento di carburante alle navi ormeggiate o in rada). Negli anni successivi, cambiò più volte bandiera e proprietario, seguendo un comportamento ricorrente e comune nel settore di spostare la registrazione delle navi verso Stati con normative meno stringenti o tassazione più favorevole. Durante gli anni ottanta e novanta fu ribattezzata con nomi differenti — Petrel, Snipe, Multi Carrier — passando sotto il controllo di compagnie con sede in Irlanda, Belize, Saint Vincent e Grenadine e infine Russia.
Uno dei periodi più lunghi sotto la stessa proprietà fu quello compreso tra il 2005 e il 2020, quando la nave, allora nota come Liman, operava sotto bandiera russa ed era registrata presso il porto di Taganrog, sul mar d'Azov. In quel periodo fu impiegata principalmente nel trasporto regionale di carburante lungo la costa del mar Nero e nel bacino del Mediterraneo orientale. L'ultimo cambio di proprietà avvenne nel 2020, quando passò a una compagnia con sede in Guinea Equatoriale, adottando infine il nome Xelo all'inizio del 2022, pochi mesi prima del tragico naufragio.
La successione di questi cambi di nome e proprietà ha sollevato interrogativi, in particolare dopo il naufragio, circa lo stato di manutenzione della nave e la reale destinazione del suo ultimo carico. Alcuni osservatori hanno sottolineato come la complessa storia amministrativa della Xelo sia rappresentativa di un fenomeno noto come "bandiera di comodo", in cui le navi cambiano giurisdizione per eludere controlli più rigorosi.

## Caratteristiche tecniche
La Xelo era un bastimento di piccole dimensioni, classificato come petroliera per bunker oil, ovvero una nave cisterna adibita principalmente al rifornimento di carburanti marini. Costruita con una stazza lorda di 721 tonnellate, misurava approssimativamente 60 metri di lunghezza per 10 metri di larghezza, con un pescaggio medio di poco superiore ai tre metri. Queste dimensioni la rendevano adatta alla navigazione costiera e all'ingresso in porti di piccola scala, oltre che ideale per le operazioni di bunkeraggio vicino a terminal portuali o impianti industriali.
La propulsione era affidata a un motore Diesel a due tempi, di costruzione olandese, che forniva alla nave una velocità di crociera limitata, tipica delle unità cisterna destinate a brevi tragitti. Nonostante la semplicità della dotazione tecnica, la Xelo era dotata dei sistemi minimi di navigazione previsti dalle normative internazionali, tra cui radar, radio VHF e strumentazione SIA (Sistema di identificazione automatica). Tuttavia, in base alle indagini successive al naufragio, è emerso che parte di questi sistemi risultavano disattivati o malfunzionanti durante l'ultima traversata.
La capacità di carico variava a seconda del tipo di carburante trasportato, ma in media la nave poteva trasportare tra le 800 e le 1.000 tonnellate di gasolio o altri prodotti raffinati. Le cisterne erano compartimentate per ridurre il rischio di sbilanciamento e perdite in caso di danneggiamento dello scafo. Tuttavia, trattandosi di una nave costruita negli anni settanta e con una carriera operativa molto lunga, lo stato strutturale era un potenziale punto debole, aggravato da una manutenzione apparentemente irregolare negli ultimi anni di servizio.

## Naufragio
Il 16 aprile 2022, la Xelo, stava trasportando più di 1.000 tonnellate di carburante da Damietta (Egitto) verso Malta (l'equipaggio del bastimento dichiarava ciò, secondo quanto comunicato dalle autorità tunisine; tuttavia, tale informazione è stata successivamente smentita dal governo egiziano, lasciando dubbi sulla reale origine del viaggio e sul carico effettivo della nave). Durante la navigazione, si trovò in difficoltà nel golfo di Gabès, al largo della Tunisia, a causa di condizioni meteorologiche avverse.
Il comandante, di fronte al peggioramento della situazione, chiese alle autorità tunisine il permesso di entrare nelle acque territoriali per mettere in sicurezza l'imbarcazione. Tuttavia, un'infiltrazione nella sala macchine compromise rapidamente la stabilità della nave, portando al suo imminente inabissamento.
Tutti e sette i membri dell'equipaggio — un capitano georgiano, quattro marinai turchi e due azerbaigiani — furono evacuati in sicurezza grazie all'intervento della Guardia Costiera tunisina, che li portò a riva e li sottopose a controlli medici.
Il relitto della Xelo si trova ora su un fondale sabbioso a circa 3 miglia nautiche (~ 5,5 km) dalla costa, a una profondità stimata di 15 metri. Nonostante il potenziale rischio ambientale dovuto alla presenza di carburante a bordo, le prime ispezioni effettuate da sommozzatori della Marina nazionale tunisina non rilevarono fuoriuscite visibili, fornendo un primo segnale positivo per l'ambiente.
In risposta all'emergenza, la Tunisia attivò un piano nazionale di protezione ambientale. Questo piano incluse l'installazione di barriere galleggianti antinquinamento e il supporto di mezzi aeronavali italiani — tra cui le unità Vega e Orione — equipaggiate con droni subacquei e strumentazione specializzata per il contenimento di idrocarburi.
L'intera operazione rimase sotto costante monitoraggio del Comando operativo di vertice interforze, con l'obiettivo di prevenire qualsiasi impatto sull'ecosistema marino e sulle coste limitrofe.